# Montenegro Airlines
Montenegro Airlines war die nationale Fluggesellschaft Montenegros mit Sitz in Podgorica und Basis auf dem Flughafen Podgorica.

## Geschichte

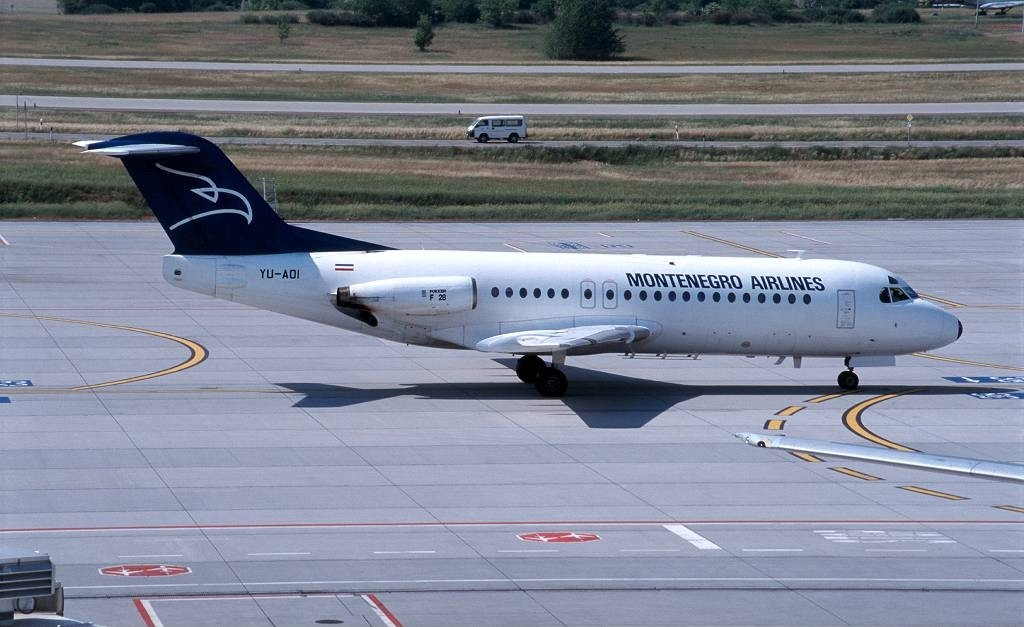
Fokker F28-4000 der Montenegro Airlines im Jahr 2000

Montenegro Airlines wurde 1994 gegründet, konnte aber aufgrund der wirtschaftlichen und politischen Lage in Jugoslawien erst am 7. Mai 1997 den Flugbetrieb aufnehmen. Die erste Verbindung führte mit einer Fokker F28 nach Bari in Italien. Im Jahr 1998 wurde dann bereits die zweite F28 angeschafft und die Ziele wurden ausgebaut. Jedoch wurde die Expansion durch die Sanktionen gegen Jugoslawien Anfang 1999 gestoppt. Erst im Herbst 1999 konnte Montenegro Airlines ihren Flugbetrieb wieder aufnehmen.
Im Jahr 2000 wurde die erste Fokker 100 in die Flotte aufgenommen und in den drei darauf folgenden Jahren wurden weitere drei Flugzeuge angeschafft, um die Fokker F28 zu ersetzen.
Im Jahr 2006 gründete Montenegro Airlines die 2007 aufgelöste Tochtergesellschaft Master Airways mit Sitz in Niš (Serbien). Im Juni 2006 beförderte die Gesellschaft ihren zweimillionsten Fluggast.
Im Jahr 2014 wurde bekannt, dass in den Jahren zuvor die Bilanzen gefälscht worden waren. Das Unternehmen wurde seit 1994 durch Zoran Đurišić geführt, der im November 2013 zurücktrat. Das neue Management unter Leitung von Živko Banjević hatte die Behörden auf die Missstände in der Bilanz aufmerksam gemacht. Die Gesellschaft hatte weiterhin finanzielle Schwierigkeiten und wurde von der Regierung Montenegros gestützt.
Am 25. Dezember 2020 wurde die geplante Liquidation von Montenegro Airlines bekanntgegeben. Am 26. Dezember wurde der Flugbetrieb eingestellt.

## Flugziele
Montenegro Airlines bediente von ihren Drehkreuzen in Podgorica und Tivat aus europäische Ziele. Im deutschsprachigen Raum wurden Düsseldorf, Frankfurt, Hannover, Leipzig, Wien und Zürich angeflogen. Auch gab es eine Linienverbindung von Tivat nach München.

## Flotte

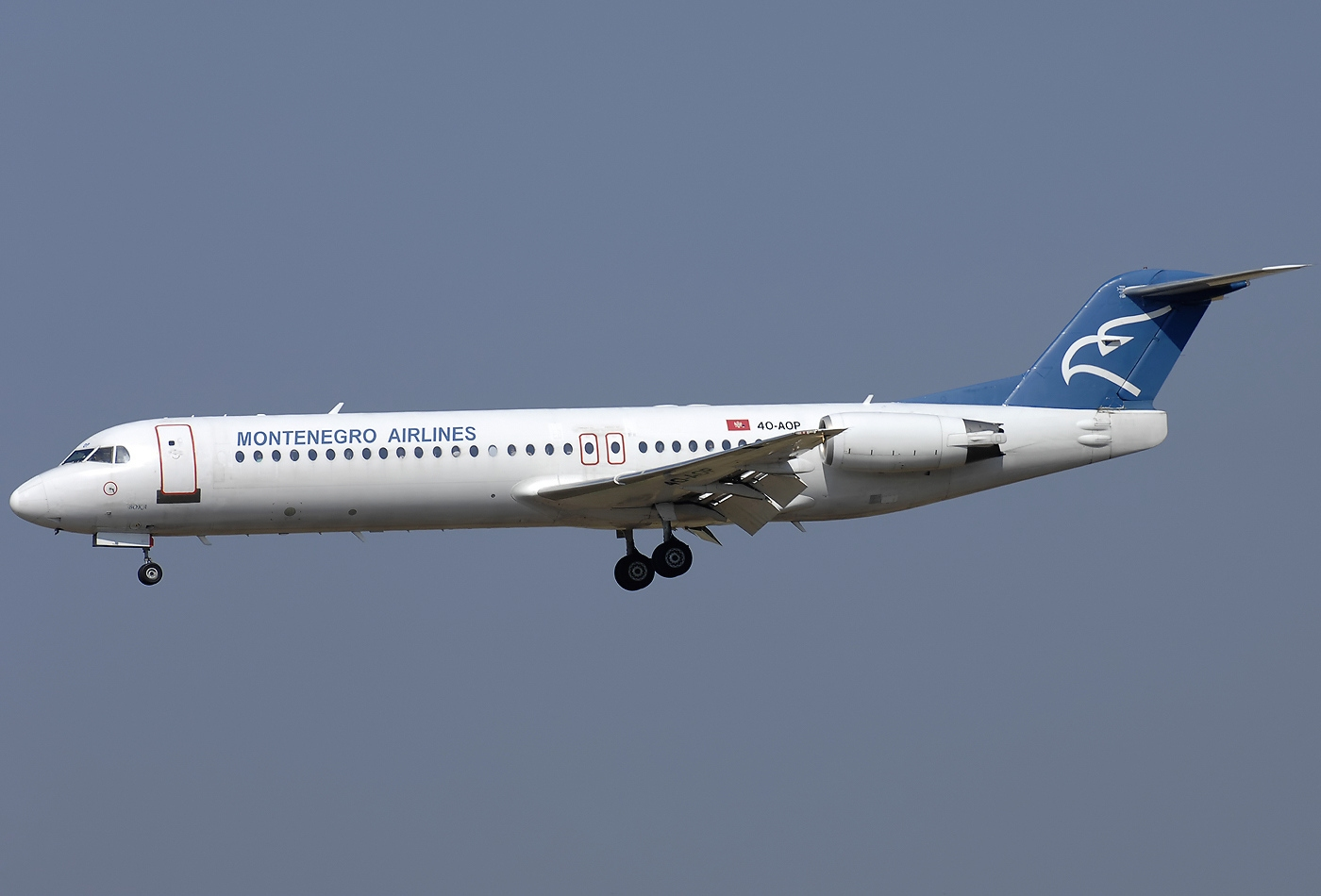
Fokker 100 der Montenegro Airlines

Mit Stand März 2020 bestand die Flotte der Montenegro Airlines aus vier Flugzeugen mit einem Durchschnittsalter von 15,4 Jahren. Im März 2020 verbreitete sich die COVID-19-Pandemie weltweit. Die Passagierzahlen der meisten Fluggesellschaften brachen stark ein. 
Die für 2021 geplante Anschaffung von zwei weiteren Flugzeugen des Typs Embraer 195 wurde wegen des Liquidationsengpasses nicht mehr durchgeführt.
| Flugzeugtyp | Anzahl | bestellt | Anmerkungen                                                            | Sitzplätze |
| ----------- | ------ | -------- | ---------------------------------------------------------------------- | ---------- |
| Embraer 195 | 3      | 2*       | *die zwei für 2021 bestellten Flugzeuge wurden nicht mehr ausgeliefert | 116        |
| Fokker 100  | 1      |          | sollte bis 2021 durch zwei weitere Embraer 195 ersetzt werden          | 102        |
| Gesamt      | 4      | 2*       |                                                                        |            |